# كيفن جاكوبسن
كيفن جاكوبسن (بالإنجليزية: Kevin Jacobsen)‏ هو رائد أعمال أسترالي، ولد في 29 يوليو 1937.

## وصلات خارجية
- كيفن جاكوبسن على موقع IMDb (الإنجليزية)
- كيفن جاكوبسن على موقع ميوزك برينز (الإنجليزية)